# Nocara
Nocara è un comune italiano di 294 abitanti della provincia di Cosenza. È il secondo centro abitato più a nord della Calabria essendo preceduto da Rocca Imperiale ma, nel suo territorio, è posto il punto più settentrionale della regione, alla latitudine di 40°08'38"N. Il borgo montano sorge su una rupe calcarea, a 859 metri di altitudine, alla destra della valle del fiume Sinni.

## Origini del nome
Il toponimo Nocara ha origine nel greco bizantino medievale e significa albero di noci, ma non si tratta del maestoso noce bensì del mandorlo: la nux graeca dei bizantini.

## Storia

La chiesa di S. Nicola di Bari in piazza Vittorio Emanuele III

Il paese, che sin dal Medioevo ha fatto parte della Diocesi di Anglona-Tursi, a partire dalla ristrutturazione delle giurisdizioni ecclesiastiche, disposta nel 1976, ricade nella Diocesi di Cassano all'Jonio; all'antica Diocesi di appartenenza l'accomunano, ancora oggi culti e tradizioni sacre e profane.

### I miti e le origini
Come tante località le cui origini si perdono nel tempo, Nocara è legata da tradizioni ataviche radicate nella cultura locale, a città mitiche o a episodi e personaggi fantastici.
È diffusa tra gli abitanti di Nocara la tradizione che indica il paese come il luogo di nascita di Ponzio Pilato, il procuratore romano della Palestina che permise il martirio di Gesù. Le origini di questa credenza, comuni ad altri paesi della Calabria, si possono far risalire all'epoca romana. I Bruzi, gli antichi popolatori della regione, si erano mostrati da sempre ostili ai Romani e si opposero caparbiamente all'annessione della Calabria a Roma; per questo motivo furono considerati poco affidabili da parte dei conquistatori. Caduto il Bruzio sotto la dominazione romana gli indigeni, vittime dei pregiudizi, furono impiegati per lavori socialmente più squalificati - era stato loro proibito di servire nell'esercito come soldati -, tra i quali fare da carcerieri.
Un'antica tradizione, ripresa da più cronisti e storici già dal secolo XVII, vuole che l'attuale centro abitato sorga nel luogo dove un eroe acheo ed i suoi compagni di viaggio, reduci dalla guerra di Troia, fermarono il loro pellegrinaggio e fondarono una città. Epeo, costruttore del cavallo di Troia, diede all'insediamento il nome di sua madre: Lagaria. 
Altre interpretazioni vogliono che il nome della città provenga dal pastore Lagaride che pasceva il suo gregge sul monte sul quale fu edificata la città, o dagli eroi greci stanchi dal lungo viaggio: i lagaroi (gli esausti). La denominazione di Lagarino data al castello medievale, costruito sul punto più alto del colle ed attorno al quale si sviluppò l'abitato, perpetua questa tradizione.
In realtà altri paesi rivendicano la discendenza da Epeo e su questo punto ci sono pareri discordi di studiosi che sin dall'antichità attribuiscono diverse localizzazioni alla mitica Lagaria. Quindi oltre a Nocara, riconosciuta come Lagaria sin dal XVII secolo da Cluverio, Antonini, Mazzocchi, ed altri, sono state identificate come sedi della città leggendaria: Valsinni, Amendolara, Trebisacce, Cassano all'Ionio.
Ed infine non manca neanche un riferimento all'Odissea: il vicino Piano della Noce fu riconosciuto da uno studioso della geografia omerica come il luogo dove si trovava la grotta nella quale il ciclope Polifemo tenne prigioniero Ulisse e i suoi compagni.
Le caratteristiche del luogo dove sorge l'attuale centro abitato fanno supporre l'occupazione sin dall'epoca preistorica e protostorica. L'ubicazione del sentiero di crinale che si sviluppava tra Monte Coppolo e Cassano, in coincidenza con la linea di spartiacque, e la posizione dominante sulle aree sottostanti, permettevano di controllare il transito attraverso l'asse viario e le eventuali penetrazioni nemiche. Probabilmente l'azione di controllo sul territorio era divisa tra più centri analoghi che mantennero la loro funzione strategica fino al Medioevo: Presinace, Murge di Santa Caterina, ecc.
L'occupazione greca dal sito sarebbe testimoniata dalla tradizione che ricorda i resti di un tempio classico dedicato ai Dioscuri sul quale sarebbe stata costruita la cappella medievale di San Rocco.

### Simboli
Lo stemma del comune di Nocara è stato concesso con decreto del presidente della Repubblica del 18 maggio 1995.

## Società

### Evoluzione demografica
Abitanti censiti

## Amministrazione
L'attuale sindaco è Mariantonietta Pandolfi, eletta il 26 maggio 2019 contro la lista avversaria di Francesco Trebisacce.